# 僕の贈りもの (アルバム)
『オフ・コース1 ⁄ 僕の贈りもの』（オフ・コース1 ぼくのおくりもの）は、1973年6月5日に発売されたオフコース（当時の表記はオフ・コース）通算1作目のオリジナル・アルバム。

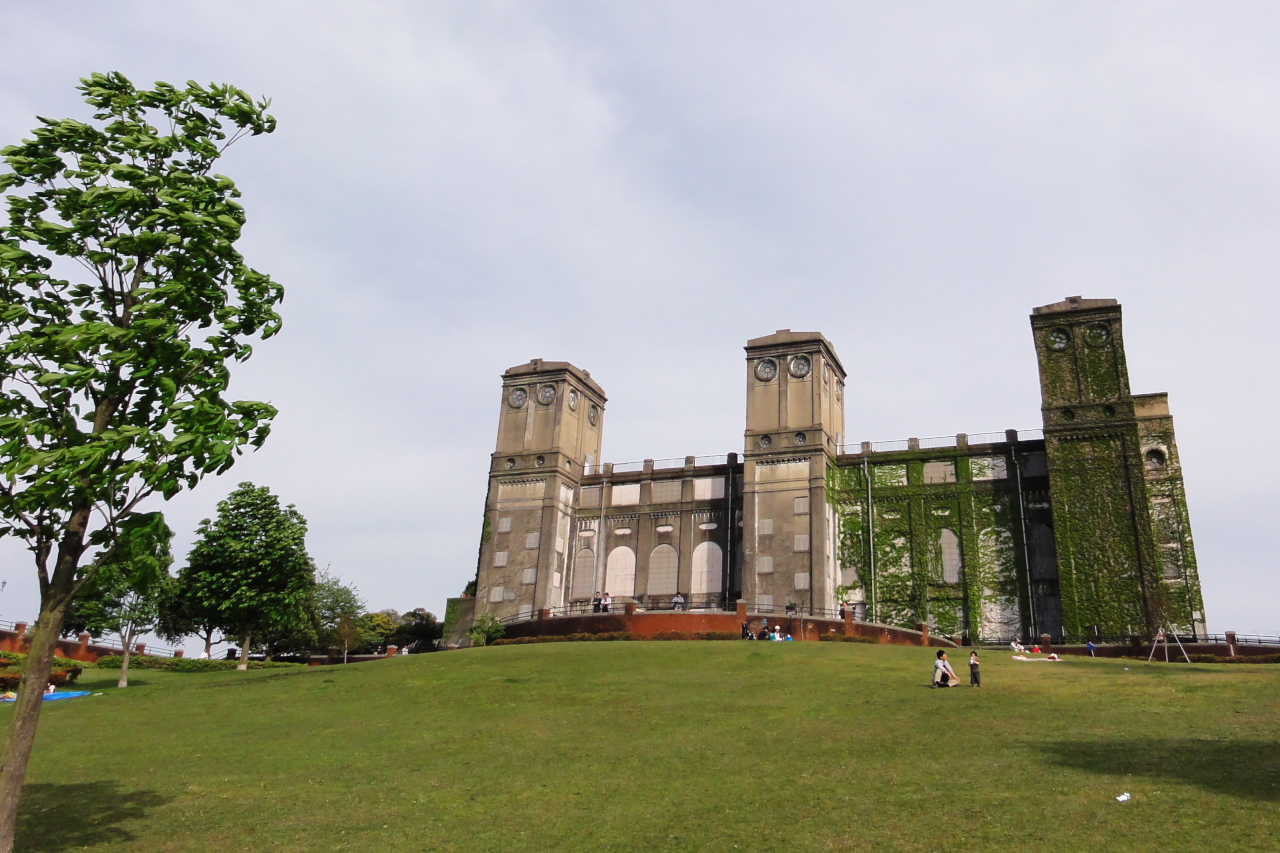
『僕の贈りもの』のジャケット撮影が行われた根岸森林公園（横浜市中区）

## 解説
オフコースが小田和正・鈴木康博の2人組となって約1年後の1972年夏、デビュー・アルバム制作のプランが持ち上がり、それぞれに書き溜めたオリジナル曲を持ち寄ってレコーディングが行われた。全曲が小田・鈴木のオリジナル曲で構成され、デビュー以降それまでにリリースされた3枚のシングルは、他人の作品だからとの理由により収録されなかった。プロデュースは当時アリスを手がけていた橋場正敏が担当したが、メンバーとの関係はあまり良好ではなかったという。
レコーディング・メンバーは小田・鈴木の他に矢沢透（ドラムス）、重実博（ベース）。この2人は、杉田二郎がジローズで活動していた頃バックを務めたことがあり、その頃からオフコースとも親しくなっていた。基本の音はすべてこの4人で録音された。重実によれば「ともかく時間がかかった。オフコースは2人とも、まぁうまい人たちだったけど、今よりずっと下手だったんだ。センスなんかも良いんだけど、今に比べるとやっぱり下手だった。で、キンちゃん（矢沢）も僕もテクニシャンじゃないし、いわば4人とも下手だったわけ。だから録音の時、曲の最後まで辿り着くのがやっとみたいな。4人のうち3人がうまくいっても誰かひとりが間違えたり」「楽器を重ねた数はそれほど多くなくて、コーラスがダビングの中では比重を占めてたね。当時、コーラスが多重っていうのは日本で画期的だったと思う。マルチ・レコーディングが始まったばかりで録音技術自体、未熟な頃だもの。だから例えば音質を決めるのに、最初はただ録っておいて、ミックス・ダウンの段階で決めればいいみたいに考えていたわけ。本当は、最初に良い音で録っておかないと、後ではそれ程変えられないんだよね。……でも本当に、必死になってなんとか良いものをつくろうって、根性の結集みたいな迫力はあった。制作期間は……二か月位やってたかなぁ? 当時のアルバム制作としては、時間をとっていたほうだと思う。もっとも歌謡曲に比べればだけど。僕のギャラが全部で5万円位でした」と、後に当時のレコーディングの模様をこう語っていた。
レコーディングは、他のスケジュールの合間を縫って進められ、約1か月半で終了した。収録された11曲中、3曲だけが新たに作ったもので、その他はステージで歌い続けてきた曲だった。
A-1「僕の贈りもの」は、シングルとは別ミックスで、エンディングも20秒ほど短い。
A-4「水曜日の午後」はライブでは鈴木がリードボーカルを取っていた。小田が持ち寄ったこの歌を聞いた鈴木が「いい歌だね」と言うと小田が「だったら、ヤスが歌ってみるか?」と持ちかけ、実現したという。しかし、レコーディングでは「作者が歌ったほうがいい」というディレクターの意向で小田がリード・ボーカルをとっている。根本要が「オフコースの曲の中でいちばん好き」とコメントしており、1996年、阿蘇で行われたスターダスト・レビューとのジョイントコンサートで小田自身「まさかまたこの歌を歌うとは思わなかった」と言いながら披露した。小田が交通事故からの復帰後初のスターダスト・レビューとのジョイントコンサートでも歌っている。
B-5「さわやかな朝をむかえるために」は小田の作詞・作曲だが、リード・ボーカルは鈴木がとっている。この他A-2「よみがえるひととき」を小田、A-6「でももう花はいらない」とB-4「静かな昼下がり」を鈴木がそれぞれリード・ボーカルを手がけているが、それ以外の曲は小田と鈴木のデュエット。後に、何故「さわやかな朝をむかえるために」のボーカルを担当する事になったか、とのファンから寄せられた質問に対し、鈴木は自身の公式ホームページで「ボクが歌っていたことさえ忘れていました。思い出せません」「はぁ、ボクが歌っていたことすら忘れていました。そうだったでしたっけ?」と答えている。
A-1「僕の贈りもの」とA-4「水曜日の午後」、A-6「でももう花はいらない」は後にベスト・アルバム『SELECTION 1973-78』に収録された。
ジャケットは横浜市の根岸森林公園で撮影された。2人の前にある白いピアノはジャケット撮影用に作った模型。
この頃、小田は東北大学工学部建築学科を卒業してから1年後、オフコースの活動と並行して早稲田大学大学院理工学研究科に進学、建築と音楽のどちらをとるかの答えをまだ出せずにいた。一方、鈴木は東京工業大学工学部制御工学科を卒業後、内定していた安川電機への就職を辞退してミュージシャンとしての活動へ踏み出していた。

## 収録曲
| #  | タイトル                 | 作詞・作曲 | 時間  |
| -- | ------------------------ | ---------- | ----- |
| 1. | 「僕の贈りもの」         | 小田和正   | 3'17" |
| 2. | 「よみがえるひととき」   | 小田和正   | 2'43" |
| 3. | 「彼のほほえみ」         | 鈴木康博   | 3'22" |
| 4. | 「水曜日の午後」         | 小田和正   | 2'47" |
| 5. | 「地球は狭くなりました」 | 小田和正   | 2'39" |
| 6. | 「でももう花はいらない」 | 鈴木康博   | 3'59" |

| #  | タイトル                         | 作詞・作曲 | 時間  |
| -- | -------------------------------- | ---------- | ----- |
| 1. | 「歩こう」                       | 鈴木康博   | 2'53" |
| 2. | 「ほんの少しの間だけ」           | 小田和正   | 2'05" |
| 3. | 「貼り忘れた写真」               | 鈴木康博   | 2'52" |
| 4. | 「静かな昼下がり」               | 鈴木康博   | 2'16" |
| 5. | 「さわやかな朝をむかえるために」 | 小田和正   | 3'47" |

## クレジット
| オール・ヴォーカル：オフ・コース                                                                    |
| ベーシック・アレンジ：オフ・コース、重実博、矢沢透                                                  |
| ストリングス・ブラス・アレンジ：青木望                                                              |
| |
| Time : Side 1 (3'17")(2'43")(3'22")(2'47")(2'39")(3'59") Side 2 (2'53")(2'05")(2'52")(2'16")(3'47") |
| |

| ■ミュージシャン     |   |                                                                  |
| 小田和正            | : | Piano Fender “Rhodes” Electric Piano Martin D-41 Acoustic Guitar |
| 鈴木康博            | : | Martin D-41 Acoustic Guitar Conga, 口笛                          |
| 重実博              | : | Fender Jazz Bass                                                 |
| 矢沢透 （アリス）   | : | Drums                                                            |
| チト河内 （六文銭） | : | Drums (B-1のみ)                                                  |
| 柳田ヒロ （六文銭） | : | Fender “Rhodes” Electric Piano (B-1,B-3)                         |
|                     |   |                                                                  |
| 羽田健太郎          | : | Fender “Rhodes” Electric Piano (A-6)                             |
| 大野俊三            | : | Trumpet (B-1)                                                    |

| 鈴木武久   | : | Trumpet (B-1)            |
| 三森一郎   | : | Tenor Saxophone (B-1)    |
| 鈴木重雄   | : | Tenor Saxophone (B-1)    |
| 村岡健     | : | Baritone Saxophone (B-1) |
| 金山功     | : | Bell, Grockenspiel (A-1) |
| 山内喜美子 | : | Harp (A-1)               |
| 大富篠亮   | : | Fagot (B-4)              |
| 堀口忠司   | : | Violin (A-3)             |

|                                  |   |                           |
| ■スタッフ                        |   |                           |
| Recording Engineer               | : | 小菅憲一, 蜂屋量夫 伊藤猛 |
| Re-Mixing & Mastering Engineer : |   |                           |
|                                  |   | 小菅憲一                  |

| Producer : 橋場正敏, オフ・コース |
| Album Design : 加藤薫             |
| Photography : 波多健二            |

## TOCT-25631, TOCT-95031

### 解説
2005年、レコード・デビュー35周年にあわせ“オリジナル・アルバム15タイトル紙ジャケット・シリーズ”としてエキスプレス・レーベル在籍中のオリジナル作品がリイシュー。24ビット・デジタル・リマスタリング、オリジナルLP装丁を復刻した紙ジャケット仕様にてリリースされた。2009年にはSHM-CDフォーマット、通常のプラ・ケース仕様で再発された。

### 収録曲
1. 僕の贈りもの
2. よみがえるひととき
3. 彼のほほえみ
4. 水曜日の午後
5. 地球は狭くなりました
6. でももう花はいらない
7. 歩こう
8. ほんの少しの間だけ
9. 貼り忘れた写真
10. 静かな昼下がり
11. さわやかな朝をむかえるために

### クレジット
- リマスタリング・エンジニア：行方洋一
- ジャケット資料協力：喜多雅美 (サウンドステーション)
- ライナーノーツ：田家秀樹

## リリース履歴
| #  | 発売日         | リリース                                 | 規格      | 品番       | 備考 |
| -- | -------------- | ---------------------------------------- | --------- | ---------- | --- |
| 1  | 1973年6月5日   | エキスプレス ⁄ 東芝音楽工業              | LP        | ETP-8258   | ゲートフォールドジャケット。定価：1800円 |
| 2  | 197?年         | エキスプレス ⁄ 東芝EMI                   | LP        | ETP-8258   | ゲートフォールドジャケット。東芝EMIへの社名変更と価格改定：2000円 |
| 3  | 197?年         | エキスプレス ⁄ 東芝EMI                   | LP        | ETP-72118  | シングルジャケットによる再発規格。価格改定：2300円。後の紙ジャケットCDはこれを基準に作成。 |
| 4  | 1979年         | エキスプレス ⁄ 東芝EMI                   | CT        | ZT25-319   | |
| 5  | 1983年11月21日 | エキスプレス ⁄ 東芝EMI                   | CD        | CA35-1040  | 初CD化（以降全てアーティスト非監修による再発）。 |
| 6  | 1985年9月28日  | エキスプレス ⁄ 東芝EMI                   | CD        | CA32-1156  | 品番および価格改定。 |
| 7  | 1987年7月5日   | エキスプレス ⁄ 東芝EMI                   | CD        | CA25-1480  | オリジナル・アルバム+ボーナス・ディスクの12枚組CD-BOX『OFF COURSE BOX』(CA25-1480~1490)の中の1枚。 |
| 7  | 1987年7月5日   | エキスプレス ⁄ 東芝EMI                   | CT        | ZH22-1850  | オリジナル・アルバム+ボーナス・カセットの12本組カセットBOX『OFF COURSE BOX』(ZH22-1850-60)の中の1本。 |
| 8  | 1991年6月7日   | エキスプレス ⁄ 東芝EMI                   | CD        | TOCT-6201  | |
| 9  | 1992年6月24日  | エキスプレス ⁄ 東芝EMI                   | CD        | TOCT-6560  | 音蔵シリーズでの再発。 |
| 10 | 1998年2月25日  | エキスプレス ⁄ 東芝EMI                   | CD        | TOCT-10084 | Q盤シリーズでの再発。 |
| 11 | 1998年11月18日 | エキスプレス ⁄ 東芝EMI                   | CD        | TOCT-10542 | オリジナル・アルバム+ライブ・アルバム全13タイトルの14枚組CD-BOX『OFF COURSE BOX』(TOCT-10542~55)の中の1枚。 |
| 12 | 2001年6月27日  | エキスプレス ⁄ 東芝EMI                   | CD        | TOCT-10771 | スーパーリマスタリングシリーズでの再発。 |
| 13 | 2005年3月24日  | エキスプレス ⁄ 東芝EMI                   | CD        | TOCT-25631 | 紙ジャケット仕様（見開きジャケットは再現されていない）。24ビット・デジタル・リマスタリング音源による再発。 |
| 14 | 2009年1月21日  | エキスプレス ⁄ EMIミュージック・ジャパン | SHM-CD    | TOCT-95031 | |
| 15 | 2019年9月25日  | UNIVERSAL MUSIC JAPAN                    | MQA/UHQCD | UPCY-40034 | 【ハイレゾCD名盤シリーズ オフコース編】の1枚。オリジナル・アナログ・テープを基にした2015年192kHz/24bitマスターを176.4kHz/24bitに変換して収録。グリーン・カラー・レーベルコートによる、生産限定盤。クリアファイル型の帯は付属していない。 |
| 16 | 2020年10月28日 | USM JAPAN / UNIVERSAL MUSIC LLC          | CD        | UPCX-4278  | オリジナル14作品、ライブ2作品、ベスト3作品、サウンドトラック1作品を1BOXに収録した全21枚組CD BOX『コンプリート・アルバム・コレクションCD BOX』(UPCY-9923)の中の1タイトル。12cm紙ジャケット仕様。                                          |